# 菊池秀明
菊池秀明（1961年—）是一名日本東洋史學者、國際基督教大學教授，專門研究中國近代史特別是太平天國。

## 經歷
1961年生於神奈川縣。早稻田大學第一文学部畢業，東京大学研究所文學博士。中部大學國際關係學部講師、副教授，國際基督教大學教授。專長為中國近代史，特別是太平天國、中國移民社會史、民族關係史。為研究太平天國，多次田野調查和廣收文獻。1995年憑著「太平天国前夜の広西移民社会」為題取得文学博士。

## 著作
- 『広西移民社会と太平天国』風響社、1998 中部大学学術叢書（《廣西移民社會與太平天國（正文篇、史料篇）》，風響社[1]）
- 『太平天国にみる異文化受容』山川出版社、2003 世界史リブレット（《從太平天國看異文化接受》，世界史手冊65，山川出版社[1]）
- 《太平天國與歷史學——客家民族主義的背景》（《岩波講座•世界歷史20亞洲的「近代」》，岩波書店[1]）
- 『ラストエンペラーと近代中国 清末中華民国』講談社、2005 中国の歴史
- 『清代中国南部の社会変容と太平天国』汲古書院、2008
- 『金田から南京へ 太平天国初期史研究』汲古書院　2013